# 경주 감은사지 동·서 삼층석탑
감은사지 동·서 삼층석탑(感恩寺址 東·西 三層石塔)은 대한민국 경상북도 경주시 문무대왕면 감은사지에 있는, 남북국 시대 신라의 삼층석탑이다. 1962년 12월 20일 대한민국의 국보 제112호로 지정되었다.

## 개요
동서로 마주 서 있는 이 탑은 신라 신문왕(神文王) 2년(682년)에 세워진 석탑이다. 탑의 전체 높이는 13.4m. 화강암 이중기단 위에 세워진 방형(方形) 중층(中層)의 탑으로 동서 양탑이 같은 규모와 구조를 보인다. 상층기단은 면석을 12매로, 갑석(甲石)은 8매로 구성하였다. 탱주는 하층기단에 3주, 상층기단에 2주를 세웠다. 초층옥신(初層屋身)은 각 우주(隅柱)와 면석을 따로 세웠으며, 2층은 각면이 한돌, 3층은 전체가 한돌로 되었다. 목조가구를 모방한 흔적을 보이며 옥개석 받침을 층단식으로 한 수법은 전탑(塼塔)의 전단계 모습을 추정케 한다. 기단을 이중으로 하는 형식은 새로운 형식으로 이와 같은 양식은 이후로 한국 석탑의 규범을 이루는 것이 되었다.
또한 1960년 및 1996년 석탑을 해체 보수할 때 3층탑신에서 창건 당시 설치하였던 매우 정교하고 귀중한 사리장치(舍利裝置)가 발견되었으며, 보물 제366호로 지정되어 국립중앙박물관에 보관 전시 중이다.

## 사진

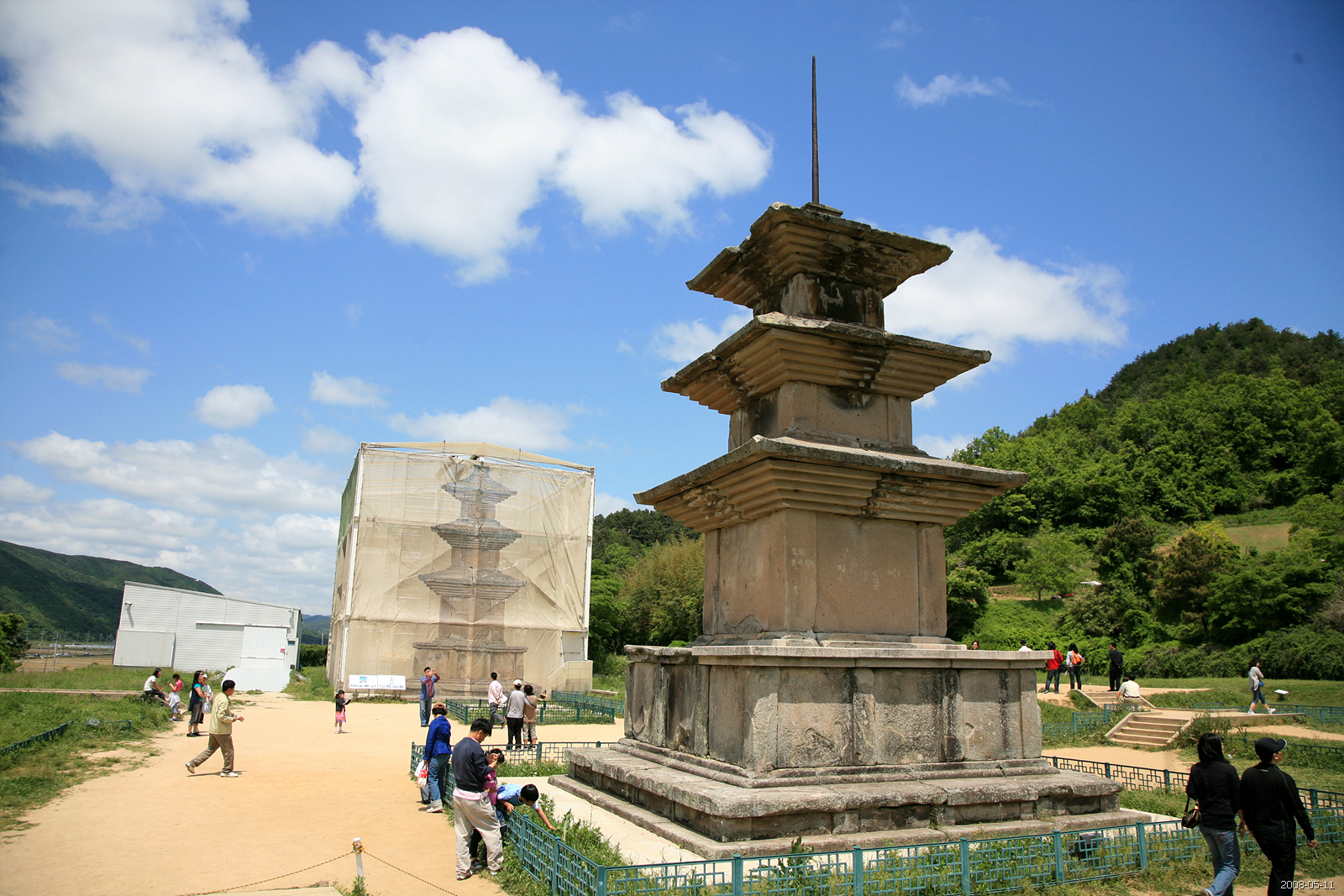
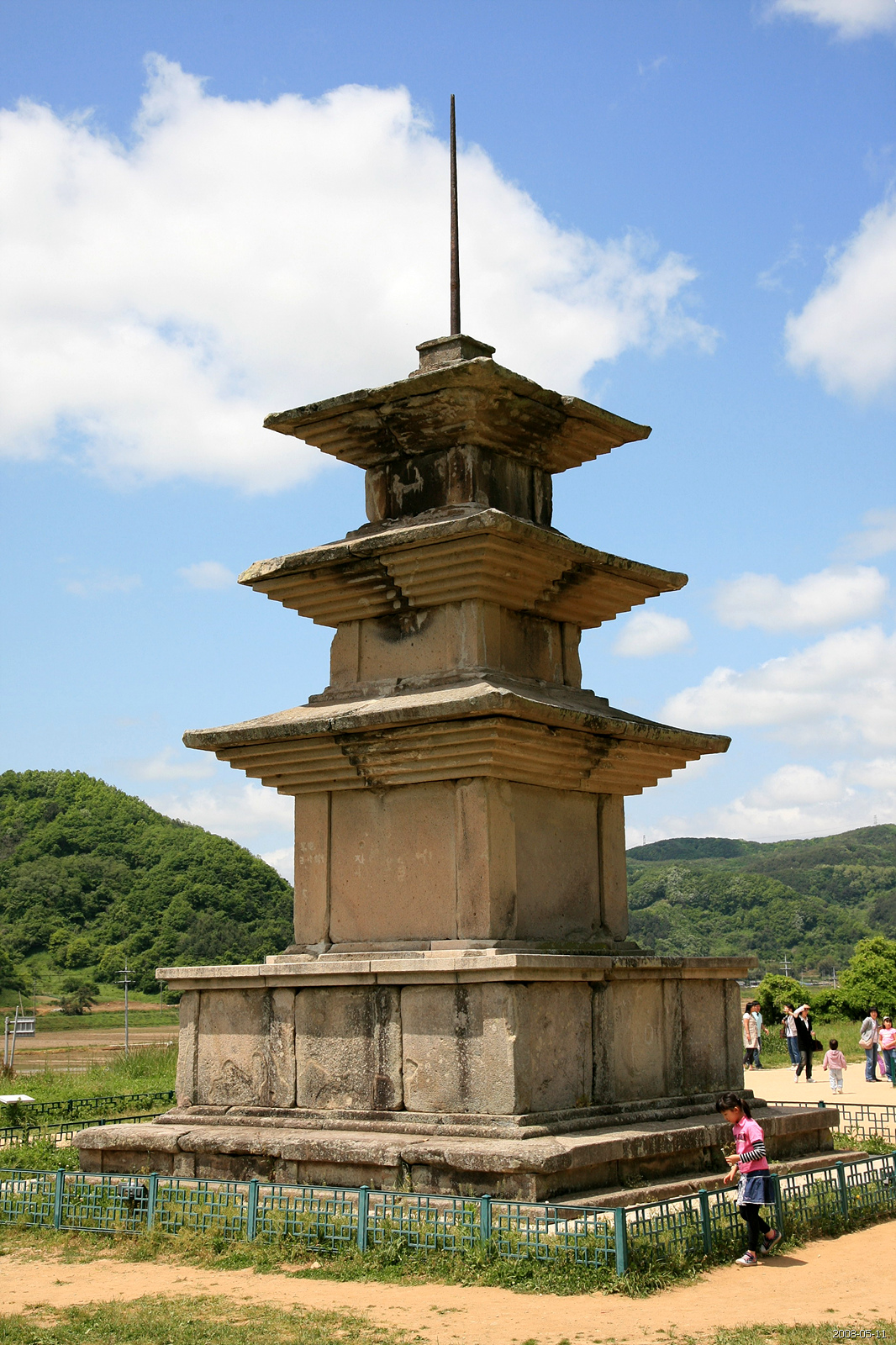
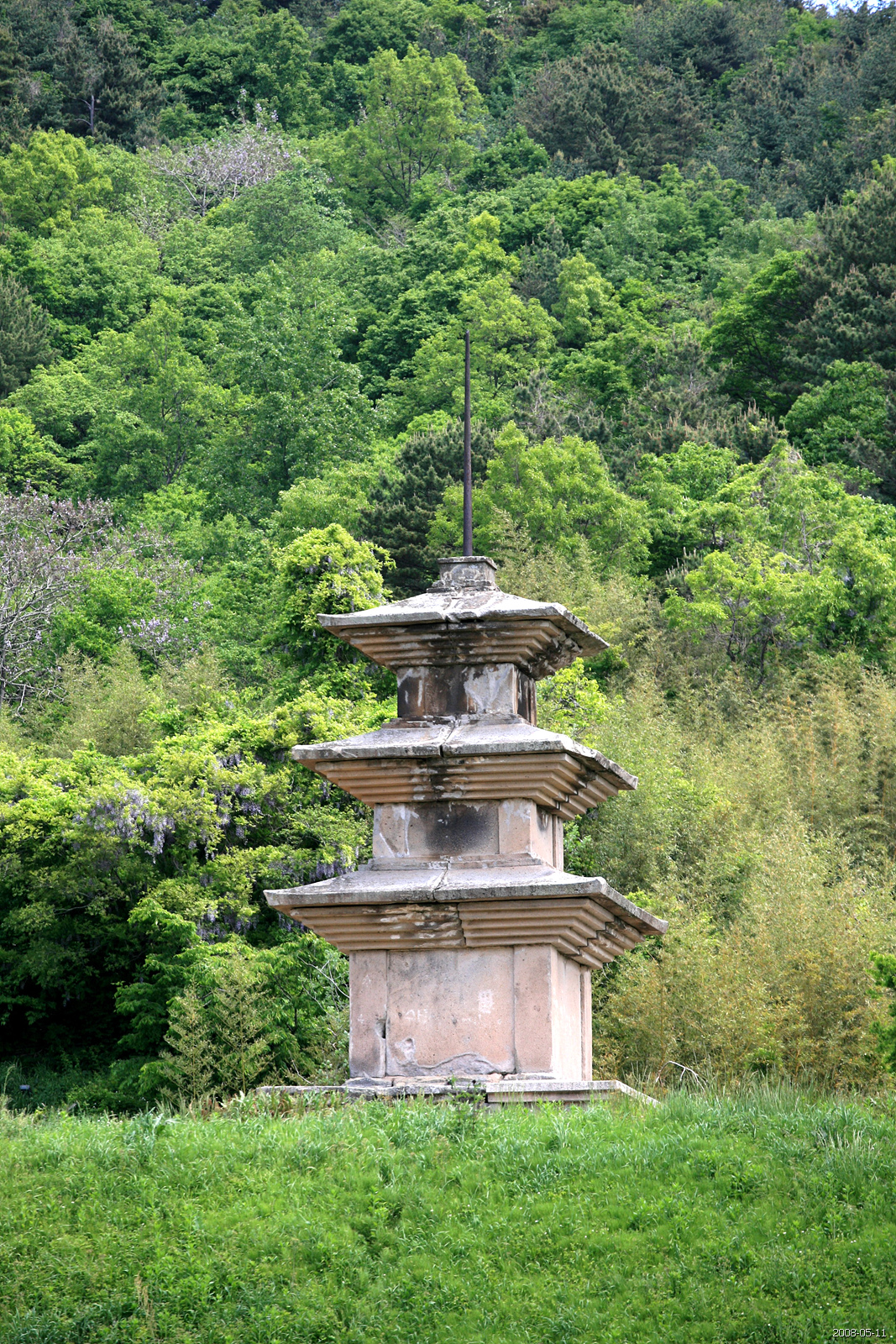
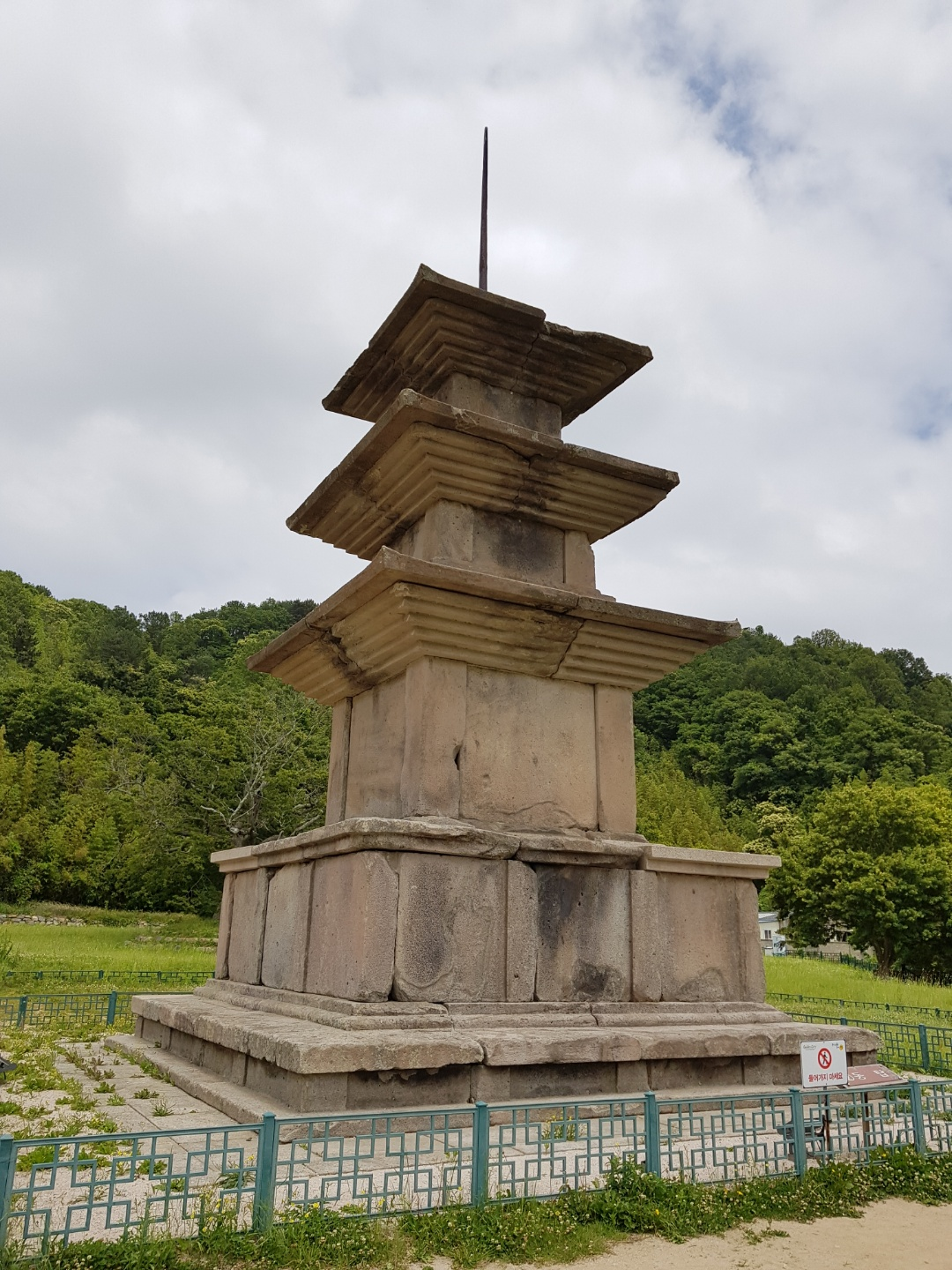
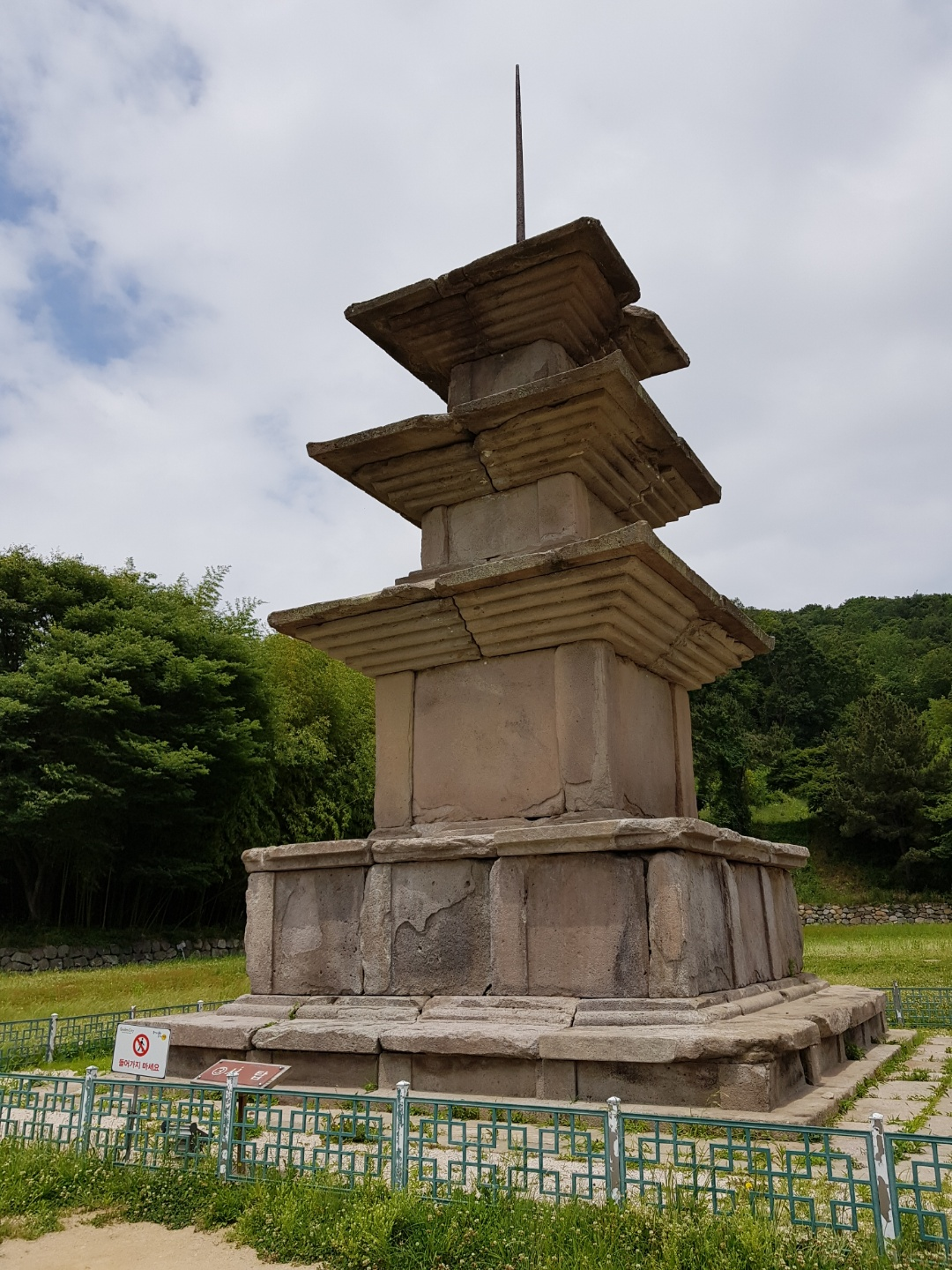

## 같이 보기
- 경주 감은사지 - 사적 제31호
- 감은사지 서삼층석탑 사리장엄구 - 보물 제366호